# Хосе Торес Кадена
Хосе Хоакин Торес Кадена (роден на 15 юли 1952 г.) е бивш футболен съдия от футболната асоциацията от Колумбия.
Той работи като рефер за Световната футболна централа на няколко международни турнира, включително Световното първенство за младежи през 1989 г. и Летните олимпийски игри през 1992 г. в Барселона, Испания. Хосе Торес също така работи като рефер в квалификациите за Световната купа през 1994 г. в зона Южна Америка.

Известен е най-вече с това, че е главен съдия на четири мача по време на Световното първенство по футбол през 1994 г. в Съединените американски щати. Там ръководи две срещи от груповата фаза: първата между Белгия и Мароко и втората между Република Ирландия и Норвегия, както и четвъртфиналната среща между Германия и България и полуфиналната среща между Бразилия и Швеция.